# Carla Benschop

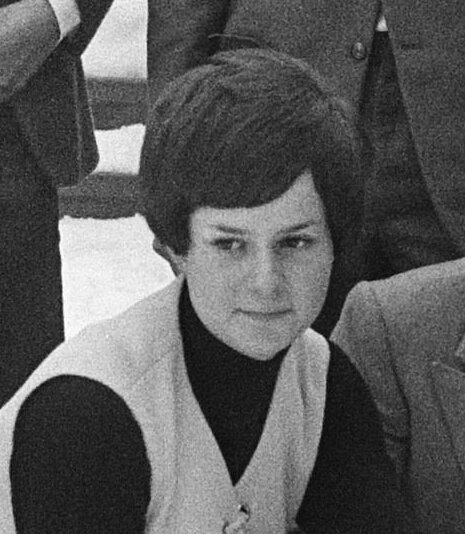
Carla Ida Benschop-de Liefde (1970)

Carla Ida Benschop-de Liefde (Oud-Beijerland, 25 maart 1950 – aldaar, 22 september 2006) was een Nederlandse basketbalster en lerares lichamelijke opvoeding.
In haar land stond ze bekend als een van de meest getalenteerde spelers van de basketbalsport. Haar gehele loopbaan als basketbalspeelster was zij verbonden aan de basketbalclub B.O.B. in Oud-Beijerland; tezamen wisten ze het landskampioenschap en de halve finale van de European Cup for Women's Champions Clubs te bereiken. In de jaren zeventig speelde ze eveneens in het Europese team. In totaal speelde zij 185 interlands. Hierdoor bezet Benschop de tweede plaats op de lijst van Nederlandse recordinternationals en moet ze alleen Anita Blangé met 222 interlands voor laten gaan.
Na haar sportieve carrière werd zij gymnastieklerares aan diverse scholen voor het voortgezet onderwijs. Zo was zij 25 jaar lang werkzaam bij een rijksscholengemeenschap in Oud-Beijerland waar zij in de zomer van 2006 stopte.
Korte tijd nadat zij van deze school afscheid had genomen, openbaarde zich een ernstige ziekte, waar zij na een kort maar vredig ziekbed op 56-jarige leeftijd aan overleed.
Carla Benschop was getrouwd met Wim Benschop, eveneens een voormalig basketbalspeler.
De huidige trainingsruimte van B.O.B. heet Sportzaal Carla de Liefde. 